# 27 décembre 1831
Le mardi 27 décembre 1831 est le 361e jour de l'année 1831.

## Naissances
- James Chapman (mort le 4 février 1872), explorateur, chasseur et photographe sud-africain
- Jean-Baptiste de Winter (mort le 3 mai 1913), homme politique belge
- Lucius Fairchild (mort le 23 mai 1896), politicien américain
- Olivier Souêtre (mort le 30 décembre 1896), chansonnier révolutionnaire, officier fédéré pendant la Commune

## Décès
- Alexandre Claude Martin Lebaillif (né le 11 novembre 1764), scientifique français
- Bandō Mitsugorō III (né en 1775), acteur japonais du genre théâtral kabuki

## Événements
- Début de l'expédition du HMS Beagle, Charles Darwin est naturaliste du bord (fin en 1836).